# كاسيك ذهبي الجناح
كاسيك ذهبي الجناح (الاسم العلمي: Cacicus chrysopterus) (بالإنجليزية: Golden-winged Cacique)‏ هو نوع من الطيور يتبع جنس الكاسيك من فصيلة الصفراويات.